# Ray Genet
Raymond „Ray“ Genet (* 25. Juli 1931 in der Romandie, Schweiz; † 2. Oktober 1979 am Mount Everest) war ein US-amerikanischer Bergsteiger Schweizer Herkunft.

## Biographie
Der nach Alaska ausgewanderte Bergführer galt als einer der bekanntesten Bergsteiger am Denali (6168 m), dem höchsten Berg Nordamerikas. In einer 42-tägigen Expedition gelang ihm mit Art Davidson und Dave Johnston im Februar 1967 die erste Winterbesteigung des Berges. Aufgrund der fürchterlichen klimatischen Bedingungen erwarb er sich dabei den Ruf eines Überlebenskünstlers. Als sie beim Abstieg von einem Wettersturz überrascht wurden, überlebten sie einige Tage in einer Schneehöhle bei Spitzenwindgeschwindigkeiten von über 240 km/h und Rekordtemperaturen von −73 °C (−100 °F) in einer Höhe von ca. 5500 m. Art Davidson hielt die Besteigung in seinem 1970 erschienenen Buch Minus 148 Degrees fest, zudem fanden sie Aufnahme in die Alaska Sports Hall Of Fame.
Ray Genet hielt lange Zeit den Rekord für die meisten Besteigungen des Denali. Laut Aufzeichnungen des Denali-Nationalpark-Service führte er mindestens 26 Expeditionen zum Gipfel, soll aber insgesamt bis zu 35-mal auf dem Gipfel gestanden haben. Im Juni 1976 nahm er im Zuge einer Bergrettungsaktion an der ersten Hubschrauberlandung am Gipfel teil und führte im Mai 1979 die erste Gipfelbegehung mit Hunden durch. Dabei wurde er von der berühmten Hundeschlittenfahrerin Susan Butcher sowie Joe Reddington, Brian Okonek und Robert Stapleton begleitet.
Während einer Expedition zum Gipfel 1978 lernte er die deutschen Bergsteiger Gerhard und Hannelore Schmatz kennen, die ihn zu einer internationalen Mount-Everest-Expedition im Jahr 1979 einluden, die unter der Führung von Gerhard Schmatz stand. Dabei erreichte er am 1. Oktober den Gipfel des Mount Everest (8848 m). Beim Abstieg ging ihm jedoch der Sauerstoff aus und er entschied sich zusammen mit Hannelore Schmatz und einem Sherpa für ein Biwak auf dem Südostgrat in etwa 8500 m Höhe. Dort gerieten sie jedoch in einen Wettersturz, der Ray Genet und Hannelore Schmatz das Leben kostete.
Am Friedhof von Talkeetna in Alaska wurde ein Gedenkstein mit Hinweistafel errichtet, seine sterblichen Überreste befänden sich noch am Mount Everest.

## Familie
Ray Genet war mit Wurtila Kilcher, der Schwester von Art Davidsons Ehefrau, liiert. Wurtila war eine Tochter des Politikers Yule Kilcher, der ebenfalls aus der Schweiz ausgewandert war. Ray Genet war der Großvater der Schauspielerin Q’orianka Kilcher und Onkel der Sängerin Jewel Kilcher. Sein Sohn Taras Genet war 1991 mit erst 12 Jahren der jüngste Bezwinger des Denali.